# Ramdane Djamel
Ramdane Djamel là một đô thị thuộc tỉnh Skikda, Algérie. Dân số thời điểm năm 2002 là 23.482 người.